# 160 km de Florac
Les 160 km de Florac est l'appellation d'une course d'endurance équestre se déroulant en un seul jour et qui a lieu chaque année en Lozère à Ispagnac, dans les environs de Florac.

## Histoire
La course a été créée en 1975 par le parc national des Cévennes. À l'origine la course ne faisait que 130 km. Elle s'est peu à peu imposée comme l'une des courses les plus importantes du calendrier d'endurance équestre en Europe. Le format a alors évolué pour une distance de 160 km.
De plus, des animations se sont greffées autour de la course, avec un concours d'élevage orientation endurance, une course de 100 km et une de 120 km (nommée “La Michel Vielledent”).
L'édition 2010 a été sélectionnée par la Fédération française d'équitation pour représenter la candidature de la France à l'organisation du championnat d'Europe d'endurance 2011. À cette occasion, le parcours a été légèrement modifié.
Voici la liste des couples gagnants depuis les origines en 1975 :
- 2021 TAIGA D'ARGANE et Marion Wasilewski
- 2020 Course annulée
- 2019 SPIRIT de CROUZ et Allan Léon
- 2018 HELWA et Elisabeth Hardy
- 2017 SUNIT du COLOMBIER et Robert Diez Noguera
- 2016 SUNIT du COLOMBIER et Robert Diez Noguera
- 2015 SUNNY DU GUIDE avec Clément Maresscasier
- 2014 MAJOR ARMOR et Faleh Nasser Bughenaim
- 2013 KEFRAYA JAIS et Cécile Demierre
- 2012 EASY FONT NOIRE et Laurent Mosti
- 2011 KALIFA et Ali Khalfan Al Jahouri
- 2010 SHARARAT et Sarah Chakil
- 2009 AL DABARAN et Morgane Payen
- 2008 MINNIE du CAMBON et Sophie Watteau
- 2007 SHAMAN et Cécile Demierre
- 2006 GANDA KOY et Franck Lance
- 2005 ORKARA et Katie Smith
- 2004 ISSANE el FAYSSETT et Stéphanie Arnal
- 2003 DOUAR et Simon Bellot
- 2002 FALENE de la DROME et Cécile Miletto
- 2001 FABELLA des MAS et Ludovic Saroul
- 2000 DECIBELLE de PAUTE et Céline Schwartz
- 1999 MAGIDA et Denis Pesce
- 1998 SESKIA avec Vincent Dupont
- 1997 RATZIA d’ALAUZE et Denis Pesce
- 1996 SHABAYA al SHATANE et Yvon Olivier
- 1995 ORIZZANESE et Patrick Dionisi
- 1994 TEX et Denis Pesce
- 1993 MELFENIK et Denis Pesce
- 1992 RADJANI et Jérome Alonso
- 1991 QUATIBA et Geneviève Planas
- 1990 MELFENIK et Denis Pesce
- 1989 OUT LAW PERSIK et Catherine Boisseron
- 1988 KREMPOLIS et Denis Pesce
- 1987 MELFENIK et Denis Pesce
- 1986 KREMPOLIS et Denis Pesce
- 1985 3 ex æquo : IBRAHIM et Magali Chambaud, KATIA et Odile Dalle, KAMIR et Françoise Rimbaud
- 1984 Championnat d'Europe : INCOMPRIS et Yves Aimé
- 1983 KREMPOLIS et Hubert Baeyens ex æquo avec INCOMPRIS et Yves Aimé
- 1982 KREMPOLIS et Hubert Baeyens
- 1981 JALNA et Jean Luc Chambost
- 1980 KID et Lise Chambost
- 1979 KID  et J Luc Chambost
- 1978 ex æquo FLAMBARD et Chrystel Letartre avec DRAGON et J Marie Laudat
- 1977 TONNERRE avec Boursier JP
- 1976 PERSIK et J Marie Fabre
- 1975 PERSIK et J Marie Fabre

L'édition 2020 a été annulée pour cause de mauvais temps, et interrompue le 19 septembre 2020 au 1er contrôle vétérinaire, à Barre. En effet les conditions climatiques extrêmes rendaient l'ascension du mont Aigoual dangereuse.